# George Enescu (gmina)
George Enescu – gmina w Rumunii, w okręgu Botoszany. Obejmuje miejscowości Arborea, Dumeni, George Enescu, Popeni i Stânca. W 2011 roku liczyła 3279 mieszkańców.